# Timonius bammleri
Timonius bammleri är en måreväxtart som beskrevs av Karl Moritz Schumann. Timonius bammleri ingår i släktet Timonius och familjen måreväxter. Inga underarter finns listade i Catalogue of Life.